# Xã Stevens, Quận Stevens, Minnesota
Xã Stevens (tiếng Anh: Stevens Township) là một xã thuộc quận Stevens, tiểu bang Minnesota, Hoa Kỳ. Năm 2010, dân số của xã này là 77 người.